# Fußball-Bundesliga/Rekorde/VfB Leipzig

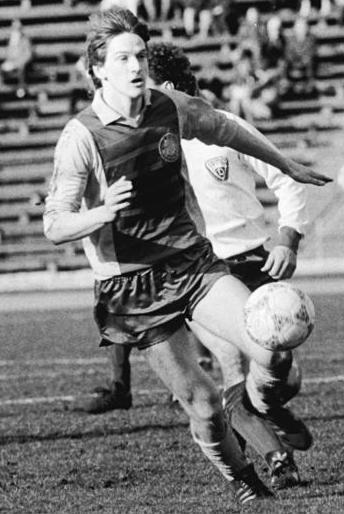
Rekordspieler: Frank Edmond (33 Einsätze, 1988)

Der Artikel Fußball-Bundesliga/Rekorde/VfB Leipzig listet die vereinsspezifischen Rekorde des VfB Leipzig auf, die mit Bezug auf die Zugehörigkeit zur deutschen Fußball-Bundesliga gehalten werden.
Der Verein ist aktuell kein Bundesligist (Stand: Saison 2025/26).

Siehe auch: 

## Vorbemerkung
Es besteht eine Unterteilung zwischen Positiv- und Negativrekorden sowie vereinsinternen Bestmarken. Weitere Rekorde, die dem Verein nicht zuzuordnen sind, werden im Hauptartikel unter „Allgemein“ gelistet. Dort bestehen zudem die Rubriken „Trainerspezifische Rekorde“, „Schiedsrichterspezifische Rekorde“ sowie „Sonstige Rekorde“. Es besteht außerdem die Möglichkeit „In nächster Zeit möglicherweise fallende Bestmarken“ im unteren Bereich der Hauptseite festzuhalten, bzw. die neuen Rekorde an die passenden Stellen einzusortieren. Wenn möglich, wird zu einem Positivrekord auch der Negativrekord als Gegenstück gelistet (und andersrum). Die Liste erhebt keinen Anspruch auf Vollständigkeit.

## VfB Leipzig
Aktuelle Platzierung in der Ewigen Tabelle der Fußball-Bundesliga: Platz 57 von 58 (Stand: 34. Spieltag 2024/25)

### Positivrekorde
- wenigste Niederlagen eines Vereins auf dem Gebiet der ehemaligen DDR: 20 (Stand: 34. Spieltag 2024/25)[1]
- wenigste Gegentore eines Vereins, der zu DDR-Zeiten in der DDR-Oberliga aktiv war: 69 (Stand: 34. Spieltag 2024/25)[1]

### Negativrekorde
- am schlechtesten platzierter Verein auf dem Gebiet der ehemaligen DDR in der Ewigen Tabelle der Bundesliga: Platz 56 (20 Punkte (32:69 Tore), Stand: 34. Spieltag 2024/25)[1]
- wenigste Spiele eines Vereins auf dem Gebiet der ehemaligen DDR: 34 (Stand: 34. Spieltag 2024/25)[1]
  - wenigste Tore eines Vereins, der zu DDR-Zeiten in der DDR-Oberliga aktiv war: 32 (Stand: 34. Spieltag 2024/25)[1]
- gesamte Saison ohne Sieg mit mindestens zwei Toren Differenz: 1993/94 (gemeinsam mit der SpVgg Greuther Fürth (2021/22), dem VfL Bochum (2009/10) und dem FC Augsburg (2022/23))[2]

### Vereinsintern
- Rekordspieler: Frank Edmond (33 Einsätze)[3]
- Rekordtorhüter: Maik Kischko (32 Einsätze)[3]
- Rekordtorschütze: Dirk Anders (8 Tore)[4]
- erster Torschütze: Matthias Lindner (am 7. August 1993 beim 3:3 gegen Dynamo Dresden, zum 1:0 in der 10. Minute)[5]